# Стивенидж
Стивенидж или Стивнидж (англ. Stevenage) — город и район со статусом боро в графстве Хартфордшир Англии. 

## История

### Римский период
Стивенидж находится недалеко от линии римской дороги, ведущей из Веруламия в Балдок. Во время строительства нового города были обнаружены некоторые романо-британские останки, а во время строительства дома в районе Челлс-Мэнор в 1986 г. — клад из 2 тыс. серебряных римских монет. Другие артефакты включали игрушку в виде додекаэдра, фрагменты амфор для импортного вина, костяные заколки для волос и самийскую керамику, принадлежавшую семьям с высоким статусом. Археологические раскопки обнаружили небольшую римскую усадьбу, печи для варки солода и кельтский круглый дом в районе Челлс, а также кладбище с 25 кремациями. Наиболее существенным свидетельством римского присутствия являются шесть холмов на обочине старой великой северной дороги — предположительные места захоронения членов местной семьи.
Первый лагерь саксов располагался немного восточнее римских поселений, на лесной поляне, где позже были построены церковь, манор и первая деревня. Поселения также возникли в Челлсе, Бродуотере и Шефалле. До основания нового города Шеполл был отдельным приходом, а Бродуотер был разделен между приходами Шеполл и Небворт.
В IX и X вв. пребывавшая на границе Денло деревня Стивенидж часто подвергалась нападениям викингов.

### Викторианская эпоха и настоящее время
В 1850 году была построена Great Northern Railway и эпоха дилижансов закончилась. Стивенидж рос очень медленно на протяжении XIX века, и в южном конце Хай-стрит была построена вторая церковь (Святой Троицы). В 1861 году Чарльз Диккенс писал: «Деревенская улица была похожа на большинство других деревенских улиц: широкая из-за своей высоты, тихая из-за своих размеров и в высшей степени сонная. Самые тихие маленькие жилища с самыми большими ставнями на окнах, которые ничего не закрывают, как если бы это был Монетный двор или Банк Англии».
На рубеже веков в этом районе активно действовали браконьеры-близнецы Альберт и Эбенезер Фокс. Попав в тюрьму, они стали объектом исследований комиссара полиции Эдварда Генри и его теории снятия отпечатков пальцев в криминалистике.
В 1928 году Филип Винсент выкупил компанию HRD Motorcycle Co Ltd, перенеся производство в Стивенидж и переименовав в Vincent HRD Motorcycle Co Ltd. В городе производство мотоциклов, включая марки Black Shadow и Black Lightning продлилось до 1955 года.
Медленный рост Стивениджа продолжался вплоть до окончания Второй мировой войны, когда план графства Лондон предусматривал создание кольца новых городов вокруг британской столицы. 1 августа 1946 года Стивенидж был объявлен первым новым городом в соответствии с актом о новых городах.

## География
Город расположен в центральной части графства Хартфордшир, в 50 км к северу от центра Лондона на автотрассе A1.

## Спорт
В городе базируется футбольный клуб «Стивенидж», выступающий во Второй Футбольной лиге Англии, четвертом по значимости футбольном турнире Англии.

## Прочее
В 2005 году в Стивенидже произошёл крупный пожар.